# Le Marin
Le Marin è una città del dipartimento d'oltre mare francese della Martinica.

## Luoghi di interesse
A Le Marin c'è la Église du Marin, un'antica chiesa costruita nel 1766. Contiene un altare in marmo e alcune statue che meritano di essere viste.

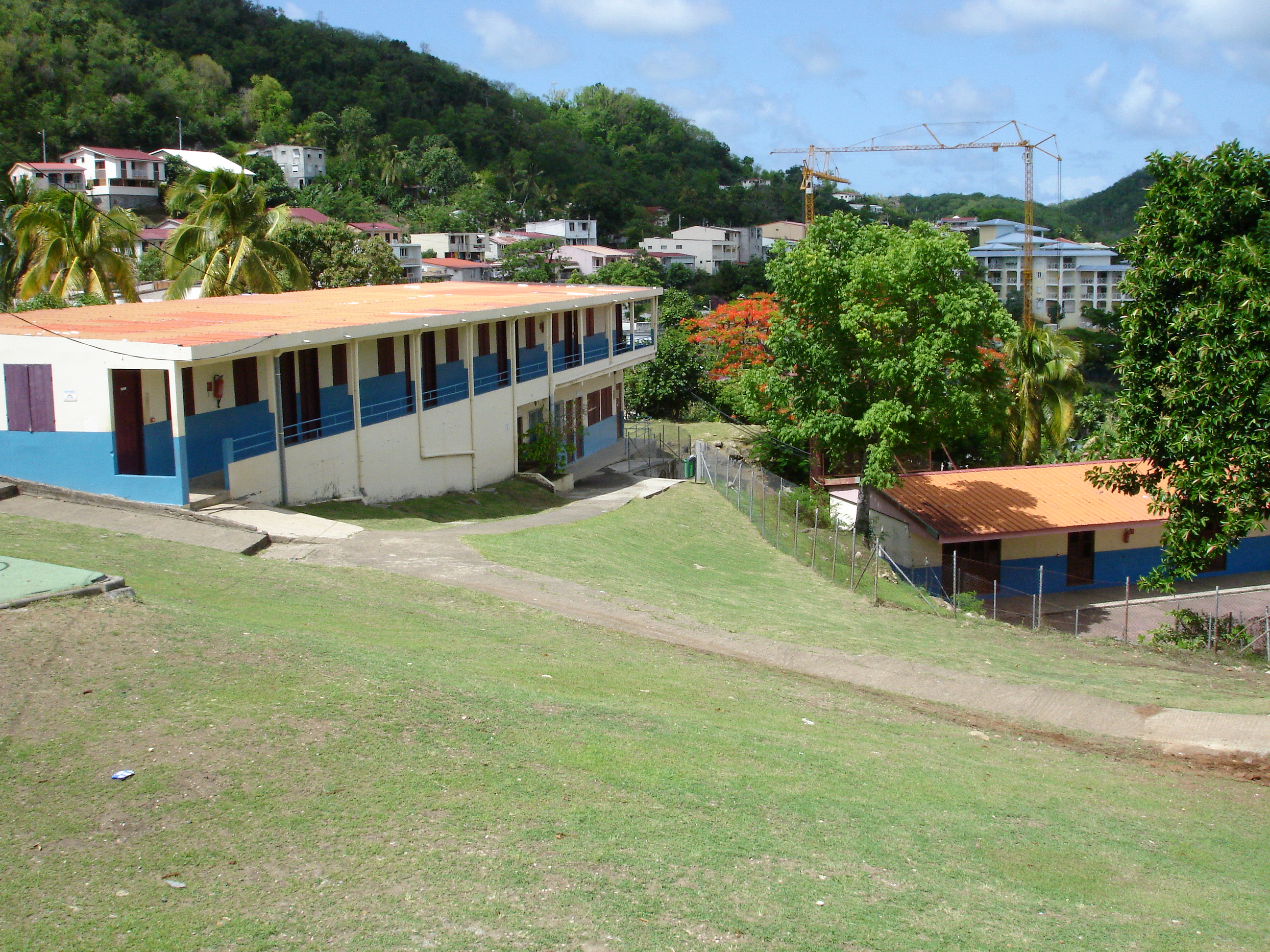
Scuola
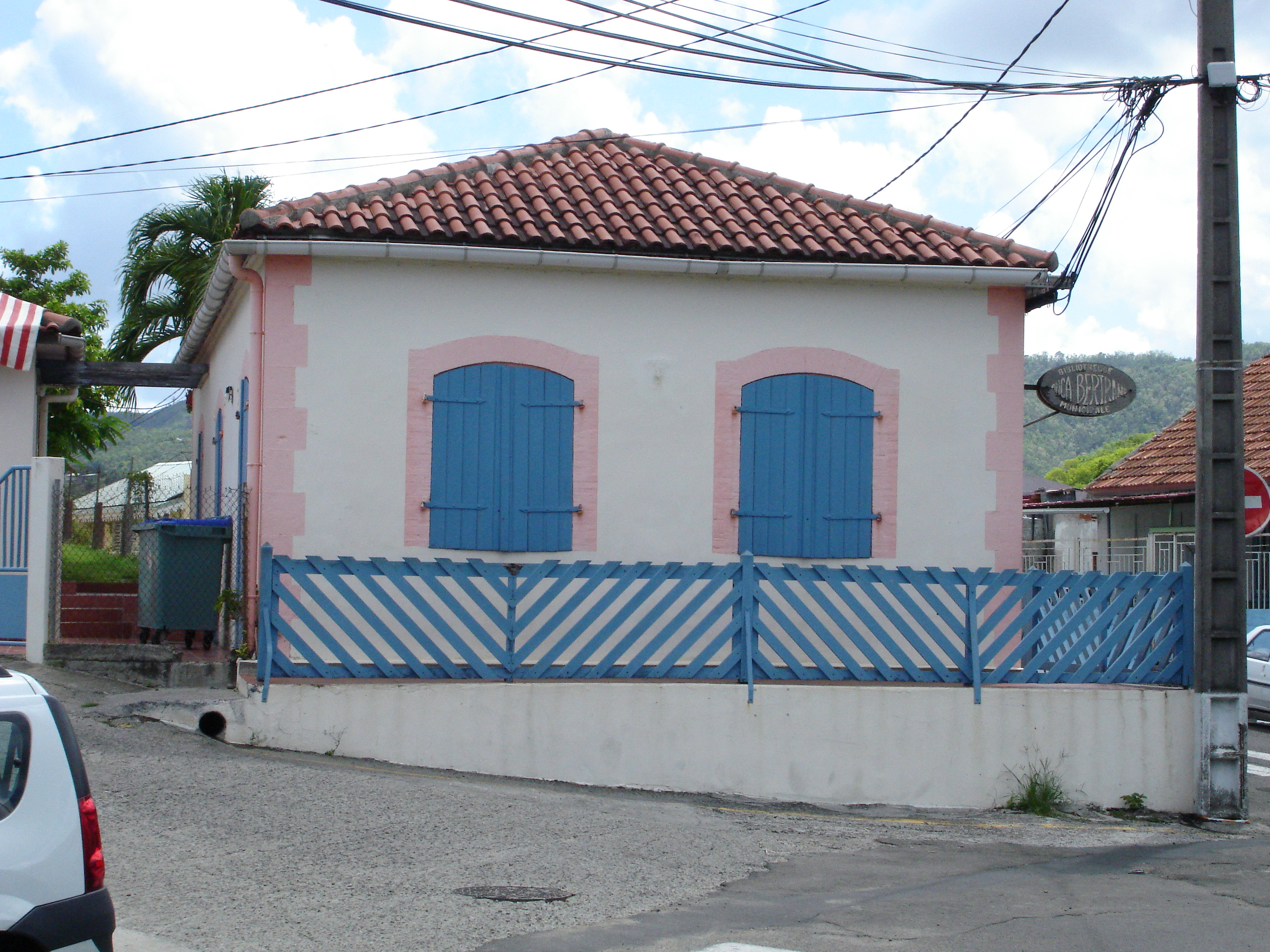
Biblioteca